# Scala Naturae

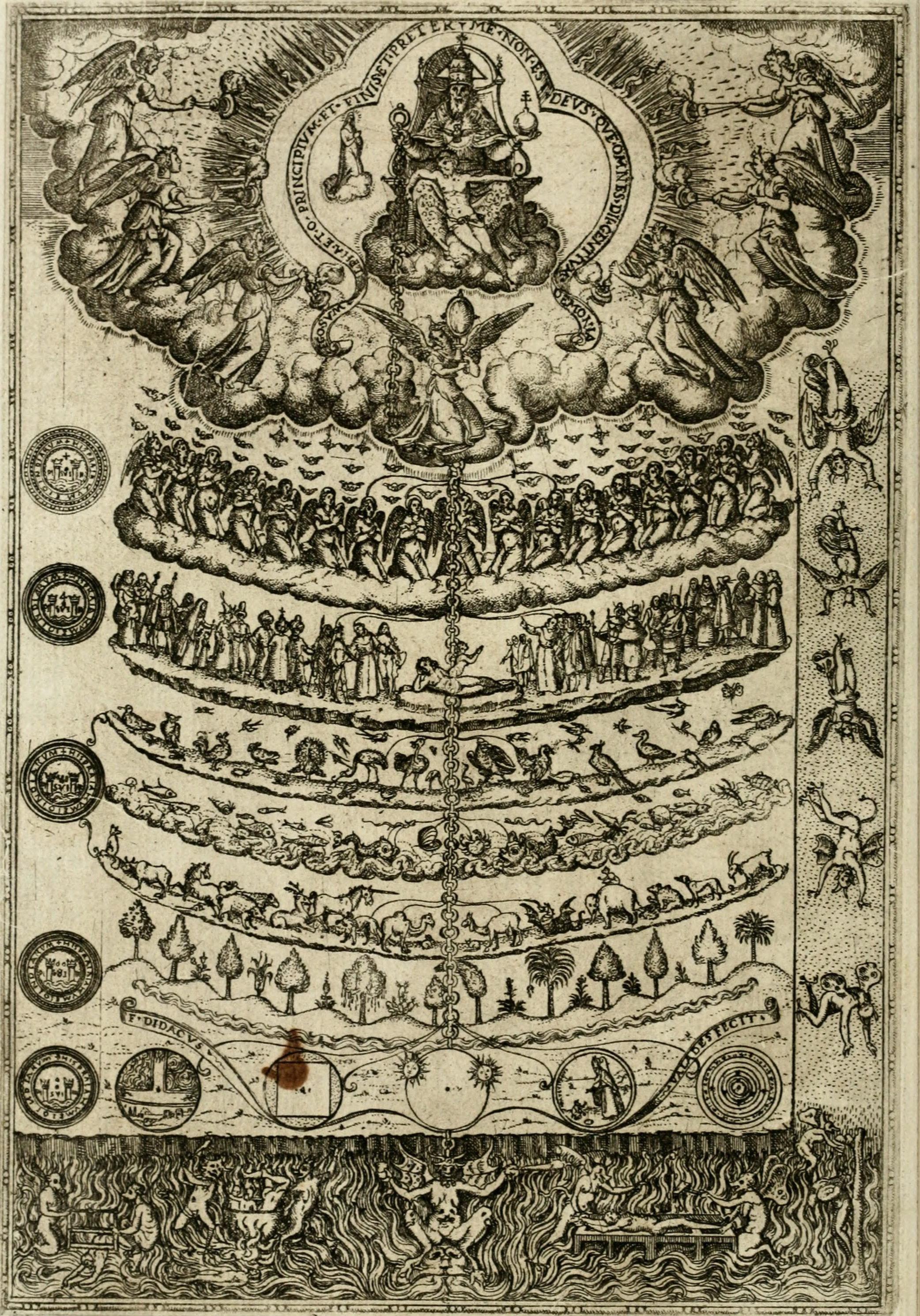
Darstellung der Scala Naturae in der Rhetorica Christiana des Diego de Valadés, 1579

Scala Naturae, deutsch Stufenleiter der Natur (abgeleitet von lateinisch scala: Leiter), auch Kette der Wesen genannt, ist ein Konzept der Naturphilosophie, das über viele Jahrhunderte das europäische Denken über die Natur, und insbesondere über ihren lebendigen Teil, die Lebewesen, prägte. Dieser Idee zufolge können alle Gegenstände, die in der Natur vorkommen, in einer lückenlosen, hierarchisch organisierten Reihe, vom niedersten bis zum höchsten, angeordnet werden. Europäische Denker des Mittelalters und der Renaissance verlängerten diese Reihe dann noch in den übernatürlichen Bereich, wo sie über die Engelshierarchie letztlich bis zu Gott als höchster Stufe führte. Obwohl Bestandteile des Konzepts bis in die Gegenwart Einfluss behalten haben, ist es in der Wissenschaft vom Lebendigen, der Biologie, durch die Evolutionstheorien weitgehend verdrängt und abgelöst worden.

## Antike
Wie die meisten philosophischen Ideen des Abendlands sind für die späteren Vorstellungen einer Scala Naturae philosophische Konzepte Platons grundlegend. Einflussreich blieb über die Jahrhunderte sein in dem Dialog Timaios entwickeltes Weltbild. Für Platon hängt das Dasein der, variablen und wandelbaren, Gegenstände der natürlichen Welt ab von ewigen und unwandelbaren, die dem Menschen und seinen Sinnen aber nicht direkt zugänglich sind, sondern nur in der Vernunft aufgefunden werden können. Die abgeleitete, sinnlich erfahrbare Welt ist weniger gut als das unvergängliche und unwandelbare Seiende, sie ist real nur so weit, wie sie Anteil an dieser hat. Ihre Existenz beruht darauf, dass das ewig Seiende, als das Gute, auch die Existenz weiterer Seinsebenen zulässt, die weniger vollkommen sind; diese sind sogar notwendig, da der Welt ein Element der Vollkommenheit fehlen würde, wenn nicht alle überhaupt möglichen Wesenheiten auch tatsächlich zur Existenz kommen würden. Der Ideengeschichtler Arthur O. Lovejoy nennt diesen Gedanken, dass aufgrund einer höheren Vollkommenheit alles, was möglich ist, auch existieren muss, das „Prinzip der Fülle“. Dieser Gedanke impliziert, da alles, was existieren kann, auch tatsächlich existieren muss, dass alle Wesenheiten in der Natur ein lückenloses Ganzes bilden, denn wenn zwischen zwei Formen Platz wäre für eine weitere, wäre die Welt lückenhaft und dadurch unvollkommen. Diese Glieder besitzen aber, je nach ihrer Nähe zu den ewigen Dingen, unterschiedlichen Rang.
Eine Folge dieser Gedanken führt letztlich aber zu der für den Platonismus kennzeichnenden Tendenz, dass es, da die wesentlichen Wahrheiten außerhalb der sinnlichen Welt liegen, für einen Weisen nicht besonders lohnend ist, sich allzu viel mit den niederen Phänomenen der natürlichen Welt abzugeben, wodurch platonische und neuplatonische Denker für empirische Forschung nichts als Verachtung übrig haben.
Im Gegensatz zu Platon war sein größter Schüler Aristoteles ein leidenschaftlicher Erforscher der natürlichen Welt. Nach seiner Philosophie ist jedes natürliche Ding eine Verbindung aus Form (eidos) und Materie (hyle), wobei die Formen aber in der Welt existieren und kein eigenes Ideenreich außerhalb von ihr bilden. Lebendige Dinge besitzen, im Gegensatz zu unbelebten, eine Seele, die in verschiedenen Stufen existiert: Die tiefste Stufe, die nährende Seele, kommt allen Lebewesen zu. Tiere besitzen zusätzlich eine sensitive Seele, die ihnen die Wahrnehmung von Sinneseindrücken und Beweglichkeit verleiht. Die höchste Stufe, die einsichtige Seele, kommt unter allen Wesen (zumindest unter dem Mond, sublunar) einzig dem Menschen zu. Zwischen verschiedenen Wesenheiten existieren zahlreiche Unterschiede, die teilweise durch Zweckursachen (teleologisch) erklärt werden können, wodurch jedes Lebewesen seine materiellen Bestandteile in jeweils optimaler, einzigartiger Weise einsetzt, um ohne Verschwendung eine optimale Lebensmöglichkeit in seiner Umwelt zu realisieren. Obwohl jedes Lebewesen dadurch einen harmonischen Platz in der Ordnung der Dinge besitzt, sind sie unterschiedlich vollkommen. Lebewesen erben nach Aristoteles ihre Form von ihren Vorfahren über Bewegungen und Eigenschaften ihres Blutes, wobei diejenigen mit „wärmerem“ Blut (wobei diese Wärme nicht als rein physikalische Temperatureigenschaft aufgefasst wird) vollkommener sind. Jede Art von Lebewesen besitzt danach ihren jeweils spezifischen Grad von Vollkommenheit, wobei die Übergänge fließend sind. In seinem Werk Historia animalium sagt er an einer, immer wieder zitierten, Stelle (588b4-589a9 nach der Bekker-Zählung): „Die Natur schreitet in so kleinen Schritten vom Unbelebten zu den Tieren, dass wir wegen der Kontinuität nicht erkennen, zu welcher Seite die Grenzen und die Mitte zwischen ihnen gehören. Denn nach den unbelebten Dingen kommt zuerst die Sorte der Pflanzen und innerhalb dieser unterscheidet sich eine von der anderen, indem sie mehr Leben zu haben scheint, aber die ganze Sorte erscheint im Vergleich zu anderen Gegenständen als mehr oder weniger belebt, während sie im Vergleich mit der Sorte der Tiere unbelebt erscheint“. In De partibus animalium (681a10) drückt er es so aus „Die Seescheiden unterscheiden sich nur wenig von den Pflanzen, haben aber mehr Tiernatur als die Schwämme, welche nicht viel mehr als Pflanzen sind. Denn die Natur schreitet von unbelebten Objekten bis zu den Tieren in einer ununterbrochenen Folge und ordnet dazwischen Wesen, die leben und doch keine Tiere sind, so dass kaum ein Unterschied zwischen benachbarten Gruppen erkennbar ist aufgrund von deren großer Nähe zueinander.“ Die unvollkommensten, am tiefsten stehenden Wesen erben ihre Form gar nicht von ihren Eltern, sondern entstehen durch Spontanzeugung unter dem Einfluss von Wärme direkt aus unbelebter Materie.

## Theologie und christliche Philosophie
Viele christliche Denker der Spätantike und des frühen Mittelalters, an erster Stelle der immens einflussreiche Kirchenlehrer Augustinus, aber zum Beispiel auch der anonyme, unter dem Namen des Dionysius Areopagita schreibende Autor, waren neben der Bibel durch neuplatonisches Gedankengut von Plotin und anderen geprägt und schufen eine Theologie, in der christliche und neuplatonische Vorstellungen miteinander verschmolzen. Über die Schriften der Kirchenväter wurde der Gedanke der Scala Naturae so zum Bestandteil des verbindlichen christlichen Weltbilds. Mit der Wiederentdeckung der Schriften des Aristoteles, in Folge der spanischen Reconquista und den Übersetzungen aus dem Arabischen von Schriften aus dem neu eroberten Toledo durch Michael Scotus, Gerhard von Cremona und die Übersetzerschule von Toledo, entstand im 11. Jahrhundert die Schule der Scholastik, die die mittelalterliche christliche Tradition mit der neu interpretierten Philosophie des Aristoteles verband.
Neben dem Gedanken an die Ehre und Weisheit des göttlichen Schöpfers war es charakteristisch für die mittelalterliche Tradition, dass der Mensch nicht, wie bei Aristoteles, die höchste Stufe der Leiter markierte, sondern bestenfalls irgendwo in der Mitte zu verorten wäre. Genau so, wie es unterhalb des Menschen zahllose „niedere“ Geschöpfe gab, war oberhalb von ihm, mit den Neun Chören der Engel, eine lückenlos ansteigende Folge vollkommenerer Geschöpfe vorhanden. Noch John Locke hielt es für wahrscheinlich „dass es viel mehr Arten von Wesen über, als unter uns gibt, da wir selbst von dem unendlichen Wesen Gottes weiter abstehen, als von der niedrigsten Art der Dinge, welche dem Nichts am nächsten kommt“. Für mittelalterliche Naturphilosophen war der Gedanke der Scala Naturae durch diese Mittelstellung besonders attraktiv. Mit dem Menschen wurde so die übernatürliche, metaphysische Welt mit der natürlichen, physischen, verbunden. Der Mensch hatte die rationale Seele mit den Engeln und anderen höheren Wesen gemeinsam, während er über seine körperlichen Funktionen mit der unter ihm stehenden Natur verbunden war. In enzyklopädischen Werken wie den Bestiarien waren die Einträge oft nach ihrem Rang in der Skala geordnet. Die offensichtlichen Unvollkommenheiten, wie fehlende Zwischenformen, wurden oft dadurch erklärt, dass diese in den bisher unerforschten Regionen der Welt, wie den Antipoden, leben würden und bisher lediglich noch nicht entdeckt worden waren.

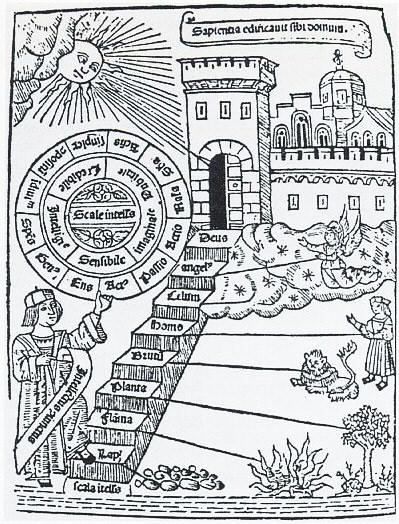
Im Liber de ascensu et decensu intellectus des Ramon Llull, geschrieben 1304, verbinden drei Stufenfolgen die Erde mit dem Reich Gottes. Der Mensch (homo) nimmt einen mittleren Platz ein.

## Die große Kette der Wesen
Auf den Gedanken ihrer Vorgänger aufbauend, entwickelten Denker und Naturphilosophen des 17. und vor allem des 18. Jahrhunderts ihre Vorstellung von der „großen Kette der Wesen“. Der Gedanke war verwurzelt in den, vor allem in England entwickelten, Vorstellungen des Deismus und der natürlichen Theologie. Ihnen zufolge war es ein Ausfluss von Gottes Güte, dass er jedem Wesen, das existieren kann, auch dem geringsten und niedersten unter ihnen, die Gnade der Existenz geschenkt hat. Jedes Wesen hat so seinen natürlichen Platz in der Ordnung der Dinge. Es kann diesen Platz nicht verändern, da es dann den Platz anderer Wesen einnehmen würde, und Leer- oder Zwischenräume zwischen ihnen undenkbar sind. Damit ist die Welt so vollkommen geordnet, wie es überhaupt möglich ist. John Law formulierte: „Wenn wir die Existenz einer Leiter von Wesen annehmen, die stufenweise von der Vollkommenheit zum Nichtsein hinabreicht, dann begreifen wir bald die Abwegigkeit von Fragen wie dieser: Warum wurde der Mensch nicht vollkommen geschaffen? Warum sind seine Fähigkeiten und Anlagen nicht denen der Engel gleich?, denn das läuft ja auf die Frage hinaus, warum er nicht in eine andere Klasse von Wesen hineingekommen ist, wo doch alle anderen Klassen schon als voll gelten müssen.“

## Biologisches Ordnungsprinzip

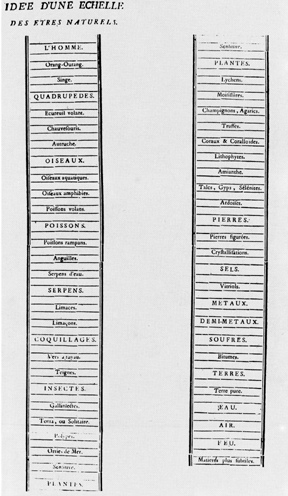
Die Scala Naturae im Traité d'insectologie des Charles Bonnet, 1745

Der Gedanke an eine Stufenleiter der Natur wurde in der sich entwickelnden wissenschaftlichen Biologie zunächst beibehalten, da er der Fülle von unverbunden nebeneinander stehenden Fakten einen gemeinsamen Rahmen und ein Ordnungsprinzip gab. Im Gegensatz zu den früheren Werken, die vor allem der moralischen Stellung des Menschen gewidmet waren, sollten nun, wenn möglich, alle Wesen und Erscheinungsformen der Natur aus eigenem Recht einen Platz in der Stufenleiter zugewiesen bekommen. Eine solche Abfolge stellte etwa der bedeutende Naturforscher Jean-Baptiste de Lamarck in seinem Werk Flore Françoise (1788) auf. Im Philosophical Account of the Works of Nature (1721) unternahm Richard Bradley einen, im Detail sehr ausgefeilten, ähnlichen Versuch, alle Wesen nach ihrer „Perfektion“ zu ordnen. Die nebenstehende Abbildung zeigt einen Ausschnitt aus einer weiteren Skala des Schweizer Naturforschers Charles Bonnet. Bei der Detailarbeit stießen diese Forscher dabei auf große Schwierigkeiten. Ein wesentliches Problem war, dass sich nicht alle Wesen in eine perfekt lineare Abfolge fügen wollten. Je nach betrachtetem Merkmal waren unterschiedliche Perfektionsgrade im selben Organismus verwirklicht. Sehr früh, schon bei Bradley und Bonnet, kamen deshalb Überlegungen auf, dass es keine einheitliche Skala geben könne, vielmehr müsse diese verzweigt sein. Neben der Leiter (Skala) wurde dies im Bild eines Baumes oder eines Netzes festgehalten. Diese metaphorischen Bäume ähneln teilweise Stammbäumen, waren aber ganz anders begründet; eine zeitliche Abfolge oder Evolution erschien immer noch fast undenkbar. Carl von Linné, der Begründer der modernen biologischen Taxonomie, bemerkt etwa in Philosophia botanica (1751): „Die Natur selbst verbindet Minerale, Pflanzen und Tiere; sie verbindet dabei aber nicht die perfektesten Pflanzen mit den Tieren, die als die am wenigsten perfekten gelten, sondern unperfekte Pflanzen und unperfekte Tiere sind miteinander verbunden“.
Eine weitere Debatte entzündete sich an der Kontinuität, die die Scala Naturae voraussetzt. Bereits seit langem gab es unterschiedliche Auffassungen in der Klassifikation. Für Aristoteles und seine Anhänger waren die natürlichen Variationen innerhalb einer Art etwas völlig anderes als diejenigen, die zwischen den verschiedenen Arten mit ihren jeweiligen Bauplänen bestanden. Andere Denker sahen auch innerhalb der Kategorien bruchlose Übergänge, so dass die extremsten Individuen einer Art mit den ähnlichsten einer anderen Art das Kontinuum fortsetzten, ihnen zufolge war die Klassifikation nach Arten eigentlich künstlich, nur die Individuen real. Dieser Gedanke wurde, im Zeitalter des Kolonialismus, etwa zur Begründung „niederer“ Menschenrassen missbraucht. Autoren des 18. Jahrhunderts sprachen davon „Der Unterschied zwischen den niedrigsten Vertretern unserer Art und dem Affen ist nicht so groß, dass er, wäre ihm die Fähigkeit des Sprechens verliehen worden, nicht ebenso Rang und Würde des Menschen beanspruchen könnte wie der wilde Hottentott oder der stumpfsinnige Eingeborene von Nowaja Semlja.“ Der damals hoch geschätzte William Smellie schrieb in seiner Philosophy of natural History „Wie viele Übergänge können verfolgt werden zwischen einem dummen Huronen, oder Hottentotten, und einem tiefgründigen Philosophen? Hier ist der Unterschied immens, aber die Natur hat den Unterschied mit fast unmerklichen Abschattungen des Übergangs verbunden. In absteigender Folge der Beseeltheit ist der nächste Schritt, zu unserer Scham, sehr klein. Der Mensch, in seiner niedrigsten Form, ist offensichtlich, sowohl in der Form des Körpers wie in der Fähigkeit des Geistes, verbunden mit dem großen und dem kleinen Orang-Utan.“ Dabei ging es nicht, wie später in der Evolutionstheorie, um tatsächliche Verwandtschaft oder zeitliche Entwicklung, sondern um eine Rangnähe zwischen „höheren“ und „niederen“ Vertretern der jeweiligen Kategorie, die so auch schon vor entsprechenden Tendenzen in der Evolutionslehre vertreten wurde.
Innerhalb der sich zu dieser Zeit als einer eigenständigen Wissenschaft formierenden Biologie gab es Kontroversen zwischen dem bedeutendsten Anatomen seiner Zeit, Georges Cuvier, und zwei anderen bedeutenden Naturforschern, Lamarck und Étienne Geoffroy Saint-Hilaire über die Kontinuität des Bauplans. Cuvier hatte im Tierreich verschiedene, von ihm embranchments genannte, Klassen unterschieden (heute, Ernst Haeckel folgend, als Stämme bezeichnet), deren Grundbauplan ihm zufolge radikal verschieden, ohne Übergang zwischen ihnen, sei. Seine Opponenten betonten hingegen, dass einige Organe sehr wohl als Übergänge klassifiziert werden könnten.

### Zoophyten
Bereits Aristoteles bemerkte bei seinen Forschungen an Meereslebewesen (vermutlich auf der Insel Lesbos) verschiedene „niedere“ Tiere, deren Klassifikation ihm Schwierigkeiten bereitete, weil sie zwischen den sonst so klar geschiedenen Reichen der Pflanzen, der Tiere und der Minerale zu stehen schienen. Schwämme sind lebendig und unbeweglich. Gehören sie zu den Tieren oder zu den Pflanzen? Sein Schüler und Nachfolger Theophrastos von Eresos beschreibt ein Tiefseegewächs korallion (die Edelkoralle Corallium rubrum) einerseits bei den Mineralen, andererseits als Pflanze. Auch andere Wesen wie Seescheiden oder Seeanemonen waren nach den verwendeten Kriterien weder eindeutig tierisch noch pflanzlich. Über die Natur der Pflanzen bestand dabei kein prinzipieller Zweifel. Schon die vorsokratischen Naturphilosophen wie Empedokles ordneten sie klar den Lebewesen zu, Platon akzeptierte, dass auch sie eine Seele besitzen müssten, was von Aristoteles übernommen wurde. Die Existenz von Steingewächsen oder Lithophyten und Tierpflanzen oder Zoophyten wurde bis ins 18. Jahrhundert als Argument für die Scala Naturae gesehen, die ja eine ungebrochene Reihe (Gradation) voraussagt.
Viele systematische Wissenschaftler des 18. Jahrhunderts, neben den bereits genannten wie Bonnet etwa auch John Ellis und Oliver Goldsmith und Jean-Baptiste-René Robinet stellten Systeme auf, in denen die Zoophyten und ihre Zwischenstellung, völlig vergleichbar zu den antiken Vorstellungen, akzeptiert wurden. Der Name Zoophyten, wurde, im Sinne der Auffassung von Edward Wotton, noch bis ins 19. Jahrhundert für verschiedene Gruppen der Nesseltiere weiter benutzt, die teilweise auch die Färbung von Pflanzen aufweisen (wie später entdeckt, durch symbiontische Zooxanthellen). Ihre Zugehörigkeit zum Tierreich wurde erst zum Ende des 19. Jahrhunderts allgemein akzeptiert.

## Veränderungen und Evolution
In seiner hergebrachten, im 17. Jahrhundert vollendeten Form beschreibt das Prinzip der Scala Naturae ein ewiges und unveränderliches Universum. Gott hatte alle Dinge wohl und zum Besten geordnet. Auch die aristotelische Philosophie, die von einem ewigen Weltall ausging, ließ wenig Raum für Dinge, die sich verändern. Der berühmte englische Theologe und Naturforscher John Ray schrieb 1703 über Fossilien: „Es würde folgen, dass viele Schalentiere aus der Welt verschwunden sind, ein Gedanke, den die Philosophen bisher nicht haben akzeptieren können, da sie den Untergang einer Art als eine Verstümmelung des Universums und als eine Verminderung seiner Vollkommenheit ansehen“ (im erhaltenen Werk von Aristoteles werden Fossilien gar nicht erwähnt, obwohl sie den Griechen seiner Zeit bekannt gewesen waren). Denker des 18. Jahrhunderts waren mit diesem Zustand immer mehr unzufrieden, da eine solche Welt keinerlei Hoffnung auf Verbesserung zuließ. Immer mehr interpretierten die Leiter (scala) daher wörtlicher, als eine in der Natur angelegte Tendenz zur Vollkommenheit, die jetzt noch nicht erreicht sei, auf die die Welt aber zustrebe. In seiner Schrift Protogaea ließ Gottfried Wilhelm Leibniz den Gedanken zu, dass die Kette der Wesen, deren Existenz ihm sicher schien, einen Prozess beschreibe, nicht einen Zustand. Es könnten durchaus zahllose frühere Wesen ausgestorben und durch solche ersetzt worden sein, die es damals noch nicht gegeben hat.
Wenn es eine unendliche Kette der Wesen gibt, stellen fehlende Glieder ein besonders Problem dar. Im 18. Jahrhundert begannen immer mehr Naturphilosophen über scheinbar fehlende Bindeglieder, im englischen Missing Links, nachzudenken. William Swainson ging in A Preliminary Discourse on the Study of Natural History (1834) eher von einer kreisförmigen Anordnung der Arten, ohne Anfang oder Ende, aus, konnte diese aber nur realisieren, indem er zahlreiche missing links postulierte, die es noch zu entdecken gelte. Robert Chambers sprach in Vestiges of the Natural History of Creation (1844) von Lücken in der Fossilüberlieferung, die durch missing links zu überbrücken wären.
Auf diese Überlegungen seiner Zeit aufbauend, setzte Charles Darwin mit seinem grundlegenden Werk Über die Entstehung der Arten (1859) mit seiner Evolutionstheorie einen radikal anderen Ansatz, der sich, trotz erbitterter Kontroversen unter seinen Zeitgenossen, letztlich auf ganzer Linie durchsetzte. Bestandteil der Darwin´schen Theorie ist die Deszendenztheorie, mit der er die Ähnlichkeit zwischen verschiedenen Organismen als auf gemeinsamer Abstammung beruhender „Familienähnlichkeit“ erklären konnte. Anstelle einer Begründung von oben, mit jeweils abnehmenden Graden der Vollkommenheit, stand eine Entwicklung von unten, mit (zumindest im Mittel) zunehmenden Graden der Komplexität. Während dadurch die natürlichen Beobachtungen und Fakten weitaus besser erklärt werden konnten, ging die Harmonie und Ordnung des bisherigen Weltbildes, die vielen Menschen Zuversicht gegeben hatte, endgültig verloren.

## Nachleben: höhere und niedere Lebensformen
Die meisten Ideen und Ordnungsprinzipien, die im Rahmen des Konzepts von der Scala Naturae entwickelt worden waren, gelten heute in der Biologie als völlig überholt und werden von niemandem mehr vertreten. Wir sind heute überzeugt, dass Arten von Lebewesen entstehen, und wieder aussterben, können, ohne die Ordnung der Welt oder Gottes Plan in der Schöpfung in Bedrängnis zu bringen. Die Idee der Spontanzeugung, nach der Lebewesen aus zerfallender Substanz oder feuchtem Schlamm jederzeit neu entstehen konnte, wurde durch sorgfältige empirische Untersuchungen widerlegt. Auch die Einteilung der Welt in ein Reich der Tiere, Pflanzen und Minerale, die noch Linnés Systema Naturae, dem Begründungswerk der biologischen Systematik, zugrunde lag, ist heute nur noch von historischem Interesse. „Übergangsformen“ und missing links werden heute radikal anders interpretiert.
Viele Evolutionsbiologen argumentieren aber, dass sich Gedanken, die auf das Konzept zurückgehen, in der populären Auffassung der Evolutionstheorie gehalten hätten und sogar in Fachpublikationen noch verwendet würden. Dieser Auffassung nach wird die Evolution oft wie die progressive, sich entwickelnde Fassung der Scala Naturae, die im 18. Jahrhundert entwickelt wurde, aufgefasst. Dieser, von ihnen als irrtümlich und falsch bezeichneten Auffassung zufolge wäre die Evolution so etwas wie eine Erzählung des Fortschritts in der Natur: Die zuerst entstandenen niederen Lebensformen hätten immer höhere Formen hervorgebracht, die diese nach und nach ablösten. Diese Höherentwicklung kulminierte letztlich in der Entstehung des Menschen, der, als am höchsten entwickeltes Lebewesen immer noch so etwas wie die Krone der Schöpfung sei. In der Evolutionsbiologie ist aber jedes gleichzeitig existierende Lebewesen über eine exakt vergleichbare Reihe von Vorfahren evolviert. Allein die Tatsache, dass es überleben kann, zeigt, dass es den Anforderungen seiner Umwelt voll gewachsen ist. Entwicklungstendenzen oder gar -gesetze, wie ein hypothetischer Trend zur Höherentwicklung, verführten zu Fehldeutungen: genau so, wie sich komplexe Lebewesen aus einfacher organisierten Vorfahren entwickeln konnten, kommt das Gegenteil vor, also einfach organisierte Lebewesen, die komplexere Vorfahren hatten. Aus dem evolutionären Erfolg zum gegenwärtigen Zeitpunkt ließen sich auch keine Vorhersagen für die Zukunft ableiten. Obwohl Evolutionstheorien wie die Orthogenese, die so etwas wie ein Ziel der Evolution postulierten, kaum noch Anhänger besitzen, ist es in der Biologie immer noch weithin üblich, etwa von höheren oder niederen (oder basalen, primitiven, plesiomorphen) Lebensformen zu sprechen, zum Beispiel „Niedere Pflanzen“ oder „Höhere Säugetiere“. Dem gegenüber besitzen in einer Klade alle endständigen (terminalen) Taxa untereinander gleichen Rang, es gibt eigentlich keine Rechtfertigung, einige davon als „fortschrittlicher“ zu bewerten als andere. Auch Annahmen über evolutionäre Trends können den Blick auf die tatsächliche Entwicklung eher behindern. Anstelle von primitiven oder fortschrittlichen Organismen sollte die Betrachtung stattdessen auf deren Merkmale gelenkt werden, wobei jeder reale Organismus tatsächlich ein Mosaik aus „fortschrittlichen“ und „basalen“ Merkmalen ist.